# 王秋冬
王秋冬（1963年10月2日—），臺灣臺中市出身的政治人物，現任臺北市政府勞動局局長，曾任臺中市（省轄市）第十四、十五、十六屆議員、首任臺中市政府民政局（直轄市）局長、高雄市政府勞工局局長、臺北市政府副秘書長、臺北市政府觀光傳播局局長。

## 經歷
- 曾擔任國民黨台中市黨部青年副主任委員、國民黨第十七、十八、十九屆「中央委員」及第十六、十七、十八、十九屆「全國黨代表」，也兼任「勤益科技大學」、「中華大學」等大學講師。
- 2009年8月3日，於議員任期中辭職，接任省轄市的台中市政府民政處長。
- 2010年3月，兼任「台中市選舉委員會總幹事」，負責選舉業務的推動，承辦台中直轄市首屆市長、市議員、里長選舉及中華民國第十三任總統、副總統及立法委員的選舉。
- 2010年12月25日，再接任合併後直轄市臺中市政府民政局首任局長；妻子朱暖英同日就任台中直轄市第一屆臺中市議員。
- 2014年12月25日，隨同胡志強市長卸任民政局長，為胡志強市長任內第三任民政局處長亦為在職最久的民政局長。妻子朱暖英就任第二屆台中市議員。
- 2015年4月8日，就任行政院中部聯合服務中心副執行長。
- 2016年5月20日，因為政黨輪替行政院總辭，卸任行政院中部聯合服務中心副執行長。
- 2019年3月22日，就任高雄市政府勞工局局長。[1]
- 2020年6月12日，因韓國瑜罷免案通過，一級機關首長全數解職。
- 2022年12月25日，就任臺北市政府副秘書長；2023年9月26日，兼任臺北市政府觀光傳播局局長，10月12日卸任副秘書長。
- 2025年3月18日，就任臺北市政府勞動局局長。

## 重大活動
- 首創道路整編使用副名稱，成功整編台中市西區中正路、中港路、中棲路成為「臺灣大道」，全長24.2公里共分10段。
- 創設臺中市殯儀館「無煙小靈堂」、「電子輓聯」政策。
- 首辦「台灣大道路跑」此路跑為台中市政府所主辦參與人數最多的路跑活動。
- 新辦「市民未婚聯誼」活動，提供未婚市民結交異性朋友的安全平台。
- 辦理「幸福三代樂遊趣」活動，鼓勵市民老中青三代同遊，加強親屬關係的穩固，塑造幸福城市的根本。
- 連續主辦市民聯合婚禮，每年兩場次，多次與日本及對岸廈門市交流辦理，為國內重要的聯合婚禮活動。
- 創辦「民政家族」新春團拜，讓台中市各區里長等及所有民政同仁齊聚一堂互道恭喜並由胡志強市長勉勵大家加強為市民服務，是市府最大場的新春團拜活動。
- 每年舉辦「民政家族健行」、「後備軍人健行」等活動，藉由此活動帶動社會重視運動的風氣。形塑健康活力城市。
- 提倡宴會及婚禮準時開席活動，建立市民守時的好習慣。
- 每年9月28日舉辦例行祭孔典禮，另規劃與台中教育大學合辦春季祭孔活動，推廣尊師重道的精神。

## 外部連結
- （繁體中文） 王秋冬的Facebook專頁